# 北九州市立若松中学校
北九州市立若松中学校（きたきゅうしゅうしりつわかまつちゅうがっこう）は、福岡県北九州市若松区にある市立中学校。

## 沿革
- 1947年4月1日 - 若松市立第二中学校、若松市立第三中学校開校。
- 1956年4月1日 - 若松市立第二中学校小石分校開校。
- 1996年8月6日 - 3校を統合した中学校開校準備委員会が発足。
- 1996年8月10日 - 校名を若松中学校に決定。
- 1998年3月22日 - 響南中学校、星陵中学校、高塔中学校閉校。
- 1998年4月1日 - 北九州市立若松中学校開校。
- 1998年10月1日 - 校章、校歌完成。

## 通学区域
- 北九州市立深町小学校通学区
  - 栄盛川町、北湊町の一部、小糸町、新大谷町、波打町、西園町、西畑町の一部、白山の一部、畑谷町、原町、東畑町、深町の一部、山ノ堂町、大字修多羅の一部
- 北九州市立古前小学校通学区
  - 大池町の一部、修多羅の一部、古前の一部、大字藤木
- 北九州市立若松中央小学校通学区
  - 老松一丁目・二丁目、大井戸町、北浜一丁目・二丁目、北湊町の一部、桜町、中川町、白山の一部、浜町一丁目～三丁目、本町の一部、山手町の一部、大字安瀬、大字修多羅の一部
- 北九州市立修多羅小学校通学区
  - 久岐の浜、修多羅の一部白山の一部、古前の一部、本町の一部、山手町の一部、大字修多羅の一部

## 周辺施設
- 北九州市立若松中央小学校
- 若松区役所
- 若松駅

## 交通
- 鉄道：JR筑豊本線若松駅より徒歩約16分

## 関係者

### 出身者
- 東慶悟（サッカー選手）
- 刀根亮輔（サッカー選手）
- 大下誠一郎（プロ野球選手）